# Can Ferrers Vell
Can Ferrers Vell és una masia de Santa Maria de Besora (Osona) inclosa a l'Inventari del Patrimoni Arquitectònic de Catalunya.

## Descripció
Construcció de planta rectangular, de teulada de dues vessants, una planta, pis i golfes. Al cos original hi han estat afegits en successives etapes altres cossos, concretament a la cara nord i a ponent. Per bé que actualment aquest edifici és utilitzat com a magatzem pels masovers, anteriorment era destinat a masoveria, amb una distribució interna pròpia d'aquestes construccions: una planta baixa i les golfes destinades a magatzems i un primer pis habitat. A la construcció que trobem a tramuntana és destacable la galeria porxada del primer pis, amb estilitzades columnes de pedra i el balcó de planta semicircular.

## Història
La construcció original data del 1683, malgrat que en aquest indret s'hi trobés l'antiga casa dels Ferrers, documentada ja al segle xiii. Un segle més tard, l'any 1784, hom edificà a l'ala nord, estructuralment dividida en dues parts: habitatge i magatzems. Amb posterioritat a aquesta data, i en un moment que desconeixem, es va reforçar aquesta part nova de la casa amb la construcció d'un contrafort a l'angle Nord-oest. Actualment aquesta casa és un magatzem no habitat. El seu propietari, però, té la intenció de restaurar-la i destinat a la segona residència.